# Мерза (Месина)
Мерза је насеље у Италији у округу Месина, региону Сицилија.
Према процени из 2011. у насељу је живело 77 становника. Насеље се налази на надморској висини од 132 м.